# Якобич, Йосиф
Йосиф Якобич (рум. Iosif Iacobici; 8 декабря 1884, Алба-Юлия — 11 марта 1952, Аюд, Cluj Region) — румынский военный и государственный деятель, министр обороны (27 января — 22 сентября 1941 года), начальник Генерального штаба Вооружённых сил Румынии (22 сентября 1941 — 20 января 1942 года), генерал-лейтенант вооружённых сил Румынии.

## Биография
В 1890 году окончил курсантскую школу в Кошице, затем — Военную академию в Моравском Вейсккирхене и Высшую военную школу в Вене (Австро-Венгрия). Участник Первой мировой войны с 1914 года. Служил в качестве капитана в подразделении австрийского Имперского и Королевского высшего командования, затем — офицером штаб-квартиры. Позже назначен начальником штаба 56-й горной бригады, работал в организационном отделе Генштаба.
После распада Австро-Венгрии в декабре 1918 года перешёл на службу в румынскую армию и с апреля по август 1919 года участвовал в военной интервенции против Венгерской советской республики.
1 апреля 1919 года получил чин подполковника и в сентябре 1921 года назначен начальником штаба 19 -й стрелковой дивизии, с 1 апреля 1920 года — полковник. 19 сентября 1924 года стал командиром 3-го горного полка.
В 1925—1929 годах — офицер-адъютант и военный советник короля Михая I. Затем командовал 1-й горной бригадой. С 10 мая 1931 года — бригадный генерал. С 1931 по 1933 год служил старшим штабным офицером в Инспекции армии, затем вызван в Бухарест и назначен в Генеральный штаб. 22 октября 1937 года — командир 2-го горного дивизиона, генерал-майор (24 декабря 1937 года). 22 октября 1937 года был назначен руководителем университета Департамента военного образования Министерства обороны.
С 1 апреля по 14 октября 1938 года командовал 2-м корпусом, после чего до 1 февраля 1939 года занимал должность заместителя министра по армейским фондам. С 23 сентября по 27 октября 1939 года — первый командир 4-й румынской армии. Впоследствии ему было доверено высшее командование 3-й армии (декабрь 1939 — январь 1941). Генерал-лейтенант с 6 июня 1940 года.
После неудачного переворота Железной гвардии, политически прогерманский генерал Якобич 27 января 1941 года был назначен военным министром вместо Йона Антонеску. После ряда непопулярных действий (передачи Бессарабии и Северной Буковины СССР, территориальных уступок в ходе передела спорных территорий с Венгрией и с Болгарией, Й. Антонеску дал приказ уничтожить там всех евреев Бессарабии и Северной Буковины. Якобич назначил для выполнения задачи начальника II дивизии Генерального штаба подполковника Ионеску с приказом «удалить еврейские элементы из Бессарабии с тем, чтобы подготовить условия для создания там румынских войск». Приказ вступил в силу 9 июля 1941 года.
Между 10 сентября и 8 ноября 1941 года во время осады Одессы Якобич вновь командовал 4-й румынской армией. В сентябре 1941 года, после смерти генерала Александру Иоанициу, Якобич был назначен начальником Генерального штаба. Руководство военного министерства вновь перешло к маршалу Антонеску. В начале октября 1941 года румынские войска возобновили нападение на Одессу и 16 октября вошли в неё. Из немногих оставшихся в живых советских воинов многие укрылись в городе и начали подпольную деятельность, ушли в партизаны. Якобич начал борьбу и ними, участвовал в последующей резне евреев.
После окончания войны и падения режима Антонеску, Якобич между 18 мая и 26 августа 1946 года был в первый раз арестован, но после освобождён из-за отсутствия доказательств. 12 августа 1948 года вновь арестован и приговорён 18 января 1949 года румынским судом к 8 годам, затем к пожизненному тюремному заключению. Умер в марте 1952 года в военной тюрьме Аюда.